# 日本の新左翼
日本の新左翼（にほんのしんさよく）では、日本の政治史で新左翼と呼ばれている政治思想や政治運動、政治勢力について記す。新左翼の対比語は既成左翼で、日本での既成左翼は旧日本社会党や日本共産党などを指す。
1950年代、ソ連では1953年のスターリン死去後、実権を握ったフルシチョフによるスターリン批判（1956年）や、ハンガリー動乱（1956年）など、既存の社会主義体制を揺るがす事件が立て続けに起こり、ソ連中心的な社会主義秩序が弱まった。
これに反応して、日本では、反スターリン主義やトロツキズムの広がり、六全協（1955年）での日本共産党の武装闘争路線の放棄による武装闘争を支持する学生党員らの離反などによって、既成左翼である日本共産党や日本社会党とは異なる勢力が誕生し、新左翼と呼ばれるようになった。
このようにして生まれた日本の新左翼は、1960年代の世界的なスチューデント・パワーの台頭の一部として、主に大学生や元学生活動家による左翼政治団体として離合集散を繰り返し、1970年代に入ると少しずつ衰退していった。

## 呼称
「新左翼」は、日本では日本共産党や日本社会党などの「既成左翼」と対比させた用語。マスコミ用語では、1967年の羽田事件の頃は「反代々木系」、その後は「新左翼」、更に武装闘争など過激な路線を採用した一部に対しては「過激派」と呼んだ。
警察白書などでは「極左暴力集団」と記述される。
日本共産党はこれらの団体を、当初は「トロツキスト」または「トロツキスト暴力集団」、1980年代以降は「ニセ「左翼」暴力集団」またはニセ「左翼」集団と呼んでいる。

## 概要
1950年代以降、欧米などの先進国を中心に既存の社会主義国や伝統的な社会主義・共産主義勢力などを「既成左翼」と呼んで批判する、「新左翼」（ニューレフト）運動が台頭した。
日本でも1955年に当初の暴力革命路線の放棄を表明した日本共産党や日本社会党などに対し、より急進的な革命や暴力革命を掲げて、直接行動や実力闘争を重視した運動を展開した諸勢力が、特に大学生などを中心に台頭した。特に安保闘争やベトナム反戦運動などに大きな影響を与えたが、70年安保以降は内ゲバや爆弾闘争などのテロリズムもあり、大衆の支持を失い影響力は低下した。
「新左翼」は「既成左翼」と対比した呼称であり、特定の思想や党派を意味するものではなく、相互に批判し合う思想・立場・党派も含まれ、その範囲は立場によっても変化する。一般には、反帝国主義、スターリン主義批判などの基本路線では一致していたが、イデオロギー的にはアナキズム、マルクス主義（レーニン主義、トロツキズム、毛沢東主義、左翼共産主義など）、構造改革派、などの幅をもつ。
日本においては、ヨシフ・スターリンが創設したコミンテルン（第三インターナショナル）日本支部の系譜であった日本共産党による方針や、同党の二段階革命論及び一国社会主義論、日本社会党の平和革命論を拒否し、独自の社会主義運動を追求すると主張した。
コミンテルン系譜の共産党を、スターリン主義として批判する立場に立っているタイプは、「一国社会主義」を掲げるヨシフ・スターリンと敵対し、「世界革命」を主張したレフ・トロツキー（トロツキズム）の復権や、「真のマルクス・レーニン主義」あるいは「反スターリン主義」を思想的旗印にする（主に革命的共産主義者同盟系各派、あるいは共産主義者同盟系各派）。
また、スターリン主義発生のルーツをレーニン主義にまで遡って批判する解放派は、「前衛党指導主義」を批判し、「大衆の自然発生性」を評価した「ローザ・ルクセンブルク主義」を掲げている。
新左翼は、理想主義的ラジカリズムを掲げ、社会党・共産党の「議会革命」方針に「暴力革命」を対置・強調した。
新左翼の運動は、世界的に「スチューデント・パワー」が高揚した1968年を頂点に一定の大衆的支持を得たが、70年代に入り支持が離れていくにつれて、爆弾闘争などのテロリズムと激しい左翼運動内部の抗争(いわゆる内ゲバ)を繰り広げていくことになる。
また、共産主義が持つ「独裁主義体制」を批判し、共産主義的新左翼の側からは「反共的極左」と呼ばれる無政府主義（アナキズム）が存在し、共産主義者と抗争を繰り返した。彼らは、カール・マルクスと敵対したミハイル・バクーニンの影響を受けている。
警察の調べで、2010年代を迎えた現在、日本の新左翼（過激派）の構成員は全ての党派を合わせて約2万人いるとされる。ピークは1969年の5万3500人であり、2014年現在はその半分以下ほどの人員である。
なお、右翼団体（主に街宣右翼）と異なり日本の新左翼組織は「政治団体」として総務省に届け出をしていない組織が多い（日本労働党などは届け出をしている）。
政治資金規正法では、(1)「政治上の主義若しくは施策を推進し、支持し、又はこれに反対すること」、(2)「特定の公職の候補者を推薦し、支持し、又はこれに反対すること」といった活動をしている組織は全て政治団体であり、届け出をしなければならないことになっている。すなわち、この時点で政治資金規正法違反であるし、また、政治資金収支報告書も存在しないため、組織の活動資金の収支や出所が判然としない。

## 歴史

### 前史

#### 暴力革命継続の支持による誕生
1950年にコミンフォルムの批判を受けて日本共産党内は分裂したものの、スターリンから、日本共産党の正統は徳田派と認定された。1951年に、「朝鮮戦争の主敵アメリカ軍の背後で撹乱するために、米軍基地のある日本国内で武力蜂起せよ」とスターリンから命令を受けた日本共産党が「日本の解放と民主的変革を、平和の手段によって達成しうると考えるのはまちがいである」と暴力革命唯一論に基づいた51年綱領による武装闘争方針を掲げ、日本全国で山村工作隊というテロ組織運営や暴力的活動を実施した。吹田事件や血のメーデー事件など当時共産党が直接・間接的関与事件を多数起こしたため、国民の支持を失って1952年の衆議院議員選挙で候補者が全員落選する事態となった。しかし、暴力革命路線を信奉・実行していた人々は、全候補落選という結果を受けた日本共産党指導部が、1955年の日本共産党第6回全国協議会で武装闘争路線を自己批判・転換したことへの不信・不満を募らせた。方針転換した日本共産党の支持から離脱したことで、日本の新左翼が誕生した。過激派・極左暴力集団とも呼ばれる彼らは日本共産党の暴力革命唯一論・武装闘争路線転換を批判し、継続実行した。
1955年以前に掲げていた暴力革命路線と反代々木（反日本共産党）を旗印にする「日本の新左翼」を誕生させた日本共産党は、51年綱領時代の混乱や武装闘争路線は「一部の指導層の独断によって行われたものであり、党中央組織とは関係がない」としている。huffpost（ハフポスト）によると、資本主義体制の枠内で民主的方法で勢力を伸ばすために方針へと転換しているのは日本共産党の第一段階なだけであり、次の段階で共産主義国家を樹立するという戦略達成のために、将来的に再度51年綱領時代のような暴力的手段を取ると警戒されている。そのため、警察庁は「暴力革命の方針を堅持する日本共産党」 としているが、共産党はこれを明確に否定している（後述）。
警察庁は「過激派の誕生」との項目で、「昭和30年代初頭、路線対立等の理由から、日本共産党を除名されたり、離党した者が中心となって、日本共産党に代わって、我が国で暴力により共産主義革命を起こすことを目的とする集団」として誕生したと解説している。

#### スターリン批判とハンガリー動乱以降
1956年ソ連共産党第20回大会において、全ソ労評議長としてスターリンに仕えたニキータ・フルシチョフ党第1書記が、スターリンの独裁・個人崇拝・粛清を暴露し（スターリン批判）、国際共産主義運動の玉座から引き摺り下ろした。日本共産党をはじめとする西側の各共産党指導部は、この批判に対して無反応であった。しかし、各国共産党内のとりわけ青年・学生部分は重大事と受け止め、1956年のハンガリー動乱の衝撃によって、急進的な学生を中心にコミンテルン直流の共産党からの訣別が加速されることになった。
日本でも、黒田寛一、太田竜らが、それまで在籍した共産党から訣別して、1957年に日本トロツキスト連盟（58年に革命的共産主義者同盟に改組）を結成した。しかし、トロツキスト連盟組織内部において、トロツキズムを受容し国際組織第四インターナショナルに加盟することを主張するグループ（太田竜、西京司ら）と、「トロツキズムを乗り越えた新しい体系＝反スターリン主義による前衛党建設」を主張するグループ（黒田寛一、本多延嘉ら革命的共産主義者同盟全国委員会派）に分裂していく。

### 1960年代

#### ブントと1960年安保闘争
一方、同時期である1955年に日本共産党は第6回全国協議会（六全協）を開催し、中国革命に影響を受けた「農村から都市を包囲する」式の武装闘争路線を正式に放棄した。これに不満を持つ学生党員は、1958年に共産主義者同盟（ブント）を結成し、「暴力革命」路線を掲げた。
1959年、岸信介内閣が日米安全保障条約の永続化を目指すと、普段は政治と接点のない一般国民の間からも激しい反発の声が上がった。日本社会党・日本共産党が、突出した闘争で支持者が離れることを恐れて請願デモしか行わない中、共産主義者同盟（ブント）に結集した全日本学生自治会総連合は、国会突入などの実力行使で一部の国民から喝采を浴びた（60年安保闘争）。「闘わない既成左翼、闘う新左翼」とは、この頃の新左翼側から発生した表現である。
安保闘争は連日数十万人のデモが国会を包囲する未曾有の高揚を示したが、日米安全保障条約は成立。一方で岸内閣は総辞職する。共産主義者同盟（ブント）は「条約成立を阻止できなかった以上、運動は敗北であった」と総括し、四分五裂の分裂を開始することになる。

#### 革共同全国委の分裂と革労協の形成
1963年、革命的共産主義者同盟（革共同）の第3次分裂が起こり、いわゆる中核派と革マル派が成立する。また、1965年には、日本社会党の青年組織である社会主義青年同盟の武装闘争派が公然たる分派として「解放派」を名乗り、1969年に革命的労働者協会（社会党社青同解放派）（革労協）を結成した。
中核派と革労協が、大衆運動および実力行使を重視するのに対し、革マル派は組織形成と理論・党建設を重視するなど、路線が対極をなしていた。革マル派は「権力謀略論」を唱えており、他党派による自派への攻撃は国家権力による謀略であると主張し、「他党派の解体が自派の拡大、ひいては革命運動の前進につながる」といった論理で他党派の活動家を襲撃し、それに対して他党派も報復したため、次第に「内ゲバ」が激しくなった。

#### 構造改革派の形成
日本共産党における構造改革派（構改派）は1950年代から、党内の反独占派や志賀義雄などの親ソ派の一部として活動していたが、1961年の党綱領決定後、党内から排除された。以後、構造改革派系の党派が組織されるようになり、日本のこえ・共産主義労働者党・統一社会主義同盟（フロント）・統一共産同盟などが結成された。これら構造改革派系諸派は他の新左翼諸党派と同様、全学連や全共闘運動に加入していたが、1967年10月からは構造改革派系学生組織による独自の連合体を目指し「平和と社会主義、反帝、反独占」のスローガンの下「全国自治会共同闘争会議（自治会共闘）」が結成され、構改派による全学連とも言える活動体をなしていた。これら構造改革派は新左翼党派としては戦術において非ラジカル的（デモ・座り込み等）と見なされており、他の諸党派から「構改（後悔）先に立たず」と揶揄されていたが、1970年の安保闘争以後からは多くの新左翼党派と同様に過激化していった。（成田空港管制塔占拠事件など）

#### 全共闘運動
日米安全保障条約は、10年ごとに更新されることになっており、1970年の更新が迫っていた時期に更新を阻止すべく、あるいは学生管理に抗議し（学園闘争）、あるいは1972年に迫った沖縄返還を問題視して、新左翼諸党派は、全学共闘会議（全共闘）に介入していく。全共闘はノンセクト・ラジカル（急進的無党派）色の強い運動だったが、運動に党派の力学が介入し、それに応じて党派の主導権争いが激しくなった。

#### アナキストの新展開
アナキストは戦後は日本アナキスト連盟が存在したが、広報以外にさしたる活動もしておらず、個々の活動家やグループが各地に活動組織を形成していた。結社的、サークル的傾向の関東・東京のアナキストに対して、より活動的だったのは関西のアナキストであった。アナキストに多い小結社志向を越えて、1969年に黒色ブントと呼ばれた統一組織としてのアナキスト革命連合 (ARF) を結成し、対権力や対マルクス派新左翼諸派の中でも、精力的な組織的活動を展開した。

### 1970年代

#### ブントの分裂
1970年、日米安全保障条約は自動更新され、学園闘争も当局側が勝利し、一般学生は急速に運動から離れて行った。学生運動においても、中軸的存在である共産主義者同盟（ブント）が、革命戦争路線の赤軍派を最左翼に、それと正反対の叛旗派、情況派（後の遠方派で情況出版とは無関係であり、しかも由来となった情況は厳密には機関誌では無い）を最右翼とし、戦旗派（荒派）、烽火派、その他（神奈川県左派、南部地区委員会の合同による蜂起派(連合戦旗派)等）へと分裂し、四分五裂状態となる。

#### 新左翼と社会的マイノリティ
1969年〜71年までの反入管運動では在日韓国青年運動が積極的な運動を行った。
1967年の第一次羽田闘争に参加した沖縄出身者の学生が処分されたことから「与那覇君を守る会」が関西でおこり、やがて沖縄学生闘争委員会準備会（沖闘委）が誕生した。沖闘委は沖縄青年委員会に発展するが、中核派系と海邦派系に分裂し、ノンセクト・ラジカルで沖縄自立派の海邦派は1971年に沖縄青年同盟を結成する。
1971年10月、沖縄青年同盟のメンバーは沖縄の日本復帰への拒否を訴え、東京の国会で爆竹を鳴らした「沖縄国会爆竹事件」を起こす。
1960年代から障害者解放闘争が活発となっていく。障害者団体の全国青い芝の会の運動に学生が参加したり、安保闘争に障害者が参加する動きがあった。後に在宅障害者の保障を考える会（在障会）を結成することになる新田勲、三井絹子らが中心となって闘った1972年の府中療育センター闘争でも学生たちがこれに参加したり、障害者の介助を行ったりした。他、幾つかの新左翼党派はS闘争に取り組み、この運動が契機となり全国「精神病」者集団の結成につながった。
竹中労・平岡正明・太田竜らは、窮民革命論を唱えた。アイヌ解放同盟、船本洲治の活動や映画「山谷─やられたらやりかえせ」が著名である。寄せ場の日雇い労働者と学生による連帯の動きもあった。
中核派や革労協系諸派などが、部落解放同盟と共に狭山事件の救援に取り組んでいる。一方で部落解放同盟の一部が1991年に分裂して、部落解放同盟全国連合会（全国連）を結成して中核派と共同戦線を張った。しかし2007年の「広島差別事件」以後は関係が冷え込んでいる。全国連の中核派に近いグループは全国連を脱退して「全国水平同盟」を2013年に結成している。

##### 新左翼とジェンダー
全共闘運動では、警察の機動隊が代表するような「国家が行使する軍事的暴力」に対抗すべく活動の主体たる学生たちもゲバルトを行い、武装化していった。この武装化の現象を「軍事的男性性」と呼ぶ。運動内では肉体的に女性より能力が高い男性が優遇された。ゲバルトなど運動の目立つ部分は男性が行い、女性は家事やガリ版の印刷等、その補助に回る文化が残った。当時を振り返って「既成の秩序や考え方にあらがう同志でさえも、男に仕える「カノジョか飯炊き」の役回りを求めていた。」と語る者もいる。
運動内で女性差別という反発が強まっていき、1970年に田中美津は「便所からの解放」というビラを作成して、これを告発した。田中らは「リブ新宿センター」を設立して1970年代以降のフェミニズム運動やウーマン・リブのけん引役となっていく。1982年のABCD問題など、その後も性差別による問題は続いた。

#### 内ゲバ・殺人・爆弾テロによる世論支持喪失
1971年8月21日に朝日ジャーナルの記者川本三郎と、週刊プレイボーイの記者Kの手助けを受けた新左翼グループ「赤衛軍」が、陸上自衛隊朝霞駐屯地で警衛任務中の自衛官を殺害するテロ事件を起こしている。（朝霞自衛官殺害事件）
1972年以降、中核派や革労協と革マル派の内ゲバが約100人の死者を出すまでに激しくなった。また、同年に赤軍派の流れをくむ連合赤軍が山岳ベース事件を起こした後、新左翼を好意的に見ていた人々は激減し、日本国内の社会運動や学生運動が衰退した。
地下に潜った一部の黒ヘルの過激グループは、東アジア反日武装戦線を結成し、爆弾闘争を計画、爆破計画の多くは、実行前に構成員の逮捕などにより、未遂に終わった。しかし、爆弾テロが実行されたケースでは多数の死傷者を出した（1974年三菱重工爆破事件など）。
中核派などは三里塚闘争や国鉄闘争に、日本赤軍は海外に活路を求め、テロ活動を繰り返した。なお、英語の使用頻度が高くなるのは、日本赤軍が国際テロ組織化してからである。新左翼における文法語学から、実用語学への転換ともいわれる。かつて新左翼が使用する基本的外国語は、ドイツ語だった（例:パルタイ、ブント、ケルン、ゲヴァルトetc）。これはマルクスとエンゲルスがドイツ語を使用し、またマルクスと関係の深い哲学がヘーゲルをはじめ、ドイツ観念論やヘーゲル左派などドイツ系の哲学であり、原書がドイツ語だったことによる。

### 1980年代以降

#### 新左翼からの転向・転進
もともとマルクス主義の解体仮定で生まれた新左翼をさらに解体し、ポリティカル・コレクトネス等のリベラル運動に転換する動きも出る。この頃、環境運動の盛り上がりを背景に新左翼運動から環境主義運動へ軸足を転進させる者が現れた。いわゆる赤から緑へと言う傾向である。共産主義者同盟（ブント）の戦旗日向派は市民団体のブントへと改称し、共産主義を放棄し環境保護NGOを名乗った。共労党プロレタリア革命派は、自治・連帯・エコロジーをめざす政治グループ・蒼生と名称変更後、緑の党結党の中心的役割を果たした。消費者運動を経て、東京・生活者ネットワークなど中道主義的党派を結成し議会に進出している潮流も生まれた。日本社会党自体もこの傾向を強め、長谷百合子や保坂展人、辻元清美といった活動家出身の政治家を生んだ。
日本原住民論や「共産主義者同盟赤軍派より日帝打倒を志すすべての人々へ」などの影響もありヒッピー運動やポストモダン思想、ニューエイジ思想、スローライフ運動などの影響を受け、自己啓発セミナーやオカルト・スピリチュアリズム界にも進出した。このことがヤマギシ会や偽史運動などを台頭させる土壌作りを果たすことにもなったと見る向きもある。過去に中核派、第四インターと二つのセクトを渡り歩き、現在は政治評論などを行っている新左翼活動家である村岡到は、ヤマギシ会を称賛する書籍を書いている。また、ジャーナリストの斉藤貴男によると、1970年前後には、革命運動に傾倒し、挫折した全共闘の学生が「最後のユートピア」を求め、ヤマギシ会に大量に流入したという。
一言で言えば「豊かさの上に立った豊かさ批判」にすぎなかったこれらの動きは、貧しい労働者を救おうという従来の左翼の路線とはかけ離れていったため、その後の新自由主義・不況時代において、左派離れを招いたことが指摘されている。
左翼から右翼へ転向する者は古今東西に存在するが、日本の新左翼にも共産主義を放棄して、新保守派へ転向する者が存在する（マルクス主義青年同盟→民主統一同盟など。著名人では猪瀬直樹、テリー伊藤、山内昌之など）。見沢知廉は戦旗派に加盟していたが、離脱して新右翼の一水会、統一戦線義勇軍に加入。後に作家としてデビューした。また「行動する保守」の提唱者である西村修平は、毛沢東主義者であった。西村は左派の行動的手法を「行動する保守活動」に持ち込んだとされる。

#### ノンセクト・ラジカル
早稲田大学の学生が始めた脱資本主義を掲げたオルタナティブ運動としてのだめ連、「ゆるいアナキズム」を提唱した栗原康など街頭闘争より生活スタイルの変換に重視を置く運動も起こっている。

#### 組織の弱体化と対策
学生自治の伝統のある大学では、1990年代半ばまで新左翼が一定の影響力を残したが、大学側が攻勢に出て排除されていく。「自治会」側が大学側の攻勢にほとんど対抗しえていないのは、「内ゲバ」をこととする新左翼諸党派による大学の暴力支配（他党派の活動家やノンセクト活動家などを暴力的に排除することが日常的に行われていた）や、新左翼自身のテロや殺人を行ってきた「負の歴史」によって、一般学生の支持を失ったことが最大の原因と思われる。
東欧革命が起きるなどの世界的な共産主義運動衰退と冷戦終結もあり、55年体制が崩壊すると日本社会党も切り崩されていく。組織・運動から離れていった者も増えていった。
また、新左翼に限らず左派全般には、活動家たちの高齢化の問題が出てきた。平成日本は少子化に向かい、若者の絶対数が急速に減少。このまま組織のメンバーが高齢者だけになってしまうと、革命の成功以前に自分たちの組織が消滅してしまう恐れがあり、新左翼は若手の人材獲得が組織の大きな目標となった。新左翼諸派はさらなる孤立化を防ぎ、若手の人材獲得のため非合法活動を控え、ソフトな合法活動に力を入れた。
現代の新左翼は人権問題、ワーキングプア問題、反グローバル化、基地問題、脱原発、反戦運動、LGBTQやフェミニズムや在日外国人などマイノリティ問題、税金や学費の値上げ問題などの主張を掲げ、もっぱら関連する団体と連携して活動を継続している。
主だった日本の新左翼党派は直接自党に加入させるよりも、まずは関連の深い下部組織に入会させるという路線を採っていることが多い。若手獲得・組織拡大の具体的方法には、セクト色を隠し労働組合や市民運動を通しての組織拡大、地方議会への進出、青年組織を再建しその拡大に重点を置くといった方法がある。
中核派は、同派と関係のある「つくる会の教科書採択に反対する杉並親の会」を通して、2005年に反対運動を繰り広げたことや、2004年に開催された「11.7全国労働者総決起集会」で、過去最高の約2,350人を動員した（平成17年　警察白書より）。2017年には前進チャンネルをYouTube上で開始する等、SNSを重視した運動も始めている。
革マル派はセクト色を隠し、同派系の団体を通しての反戦運動・反基地運動に取り組んだり、同派と関係のない他団体が主催する集会に参加したりしている。
「NAZEN」、共産主義者同盟 (統一委員会)には「アジア共同行動・日本連絡会議」、日本革命的共産主義者同盟 (JRCL)には「アジア連帯講座」といった組織がある。これらの組織は党本体とは異なり、年会費を収めるだけで入会できるパターンが多く、入会しやすくなっている。
地方議員を抱えている党派は中核派、日本労働党、市民の党（旧「MPD・平和と民主運動」「大衆党」「平和:市民」）、日本共産党（左派）（「人民の星」派）、旧共産主義労働者党など。労働の解放をめざす労働者党はまだ当選者を出すには至っておらず、社青同解放派や旧社会主義労働者党、旧マルクス主義青年同盟なども国政選挙や知事選挙に出馬したが、当選者を出すには至らなかった。現在では新左翼各派は独自の候補者を出馬させることは少なく、社民党などの既成左翼の候補者を支援することが多い（ただし、日本共産党を支持することはない）。

#### 結集運動
新左翼運動を再び日本で復活させ、再生させようという試みは現在も行われている。
2000年代の半ばに旧第四インター日本支部(JRCL)が「新たな左翼勢力の結集」を呼びかけた。従来、日本の左翼（新左翼も共産党も）には「セクト主義」がはびこっていると言われていた。
このJRCLの声明からおよそ10年を経た2014年には、共産主義者同盟 (統一委員会)（ブント）が「新たな時代を切り拓く左派勢力の結集を」と題し、新左翼内部でかつて行われてきた「内ゲバ」を批判的に総括した。そして、「共産主義勢力のみならず、社民勢力やアナーキズムをも含めて反資本主義・反帝国主義運動総体」による左派勢力結集を呼び掛けた。
しかし、自党派以外を全否定する新左翼セクトの存在や、かねてから新左翼勢力を「ニセ左翼」とし、否定している日本共産党の存在、新左翼との連続性を伏せたがるリベラル運動の存在などがあり、それら全ての左翼の党派が昔のように一致団結、結束するのはかなり困難な状況である。また、新左翼の団体においては日常的な警察による監視のみならず、合法的なデモ行進などの際にも、完全装備の機動隊や警察関係者が大勢隊列を取り囲んでおり、暴力行為の発生や煽動行為に対して厳しい予防線が張られている。これらの理由から、社会情勢の悪化をテコにした新左翼運動の復活、新左翼の勢力拡大は日本では難しくなってきている。組織に一切所属せず、組織を利用もしない21世紀型のボトムアップな新左翼運動も誕生し、その情報発信や啓蒙活動などが続いている。
全盛期の新左翼運動を知ってる人たちは高齢者となり、大多数の若者は新左翼運動の目指す革命の意味も革命する目的も知らず、このままでは新左翼運動は歴史の掃き溜めに向かわざるを得ない状況に陥ってしまっていかねないため、中高年層の活動家による史書や回想録の刊行が盛んになっている。
2020年代においても学生や青年労働者へのオルグ活動を行いつつ、議会内野党勢力の共闘や、新しい形態の政治運動を目指して、自党派を優先・誇示する立場、前進チャンネルなどのSNSの活用、あるいは共闘や相乗りする立場、脱原発・反安保法制・マイノリティ運動・労働運動に期待する立場など、様々な方法が試されている。しかしながら、全盛期ほどの勢力を盛り返すには到底、至っていない。

#### れいわ新選組の登場
既成左翼と従来の新左翼が衰退するのに代わって2020年代からはれいわ新選組が支持を伸ばしており、2024年の第50回衆院選以降は野党共闘から抜けて既成左翼との対決路線に転じている。新左翼の中では日本共産党（左派）が母体の長周新聞が支持をしている。れいわ新選組の世界観は古典的左翼であり、これまで左翼がインテリしぐさに陥って世代継承に失敗した空白を埋めているとも評される。

## 主な党派

### 概要
1957年、日本共産党から分裂して革共同が生まれ、翌1958年に日本共産党から共産同（ブント）が分裂した。また1969年、日本社会党系の社青同から分裂して社青同解放派が生まれた。この他、日本共産党から複数のソ連派、中国派が分裂し、更に既成政党とは別に複数のアナキズム系が登場した。
1960年代は「5流13派」、それ以降は無数の党派が生まれた。5流とは、革共同系、共産同系、社青同（革労協）系、構改派系（ソ連派も含まれる）、中国派系。1973年の警察白書では「極左暴力集団」は「5流23派」のセクトとノンセクトの小人数グループである黒ヘル集団としたが、1974年の警察白書では中核派、革マル派、反帝学評系など主要セクトの列挙となり、従来の「何流何派」等の表現は無くなった。
主要な思想・イデオロギーは、党派・人物・時期などにもよるが、革共同系はマルクス・レーニン主義を基本に、トロツキズムの影響を受け、特に革マル派・中核派系は反帝国主義・反スターリン主義を掲げる。共産同系はマルクス・レーニン主義を基本に、各派によりトロツキズムなど様々な影響を受けている。社青同系は日本共産党系では無いため、レーニン主義による前衛党や二段階革命論などには批判的で、正統派マルクス主義やルクセンブルク主義などを掲げる。構改派・ソ連派は、マルクス・レーニン主義を基本に構造改革主義などの影響を受ける。中国派はマルクス・レーニン主義を基本に毛沢東思想の影響を受ける。アナキズム系はアナキズムの影響が強く、必ずしもマルクス主義ではない。
1966年の「三派全学連」は中核派系、共産同系、解放派系の各全学連で、革マル系全学連とは対立した。
2014年版の警察白書で「極左暴力集団」として記載されたのは、革マル派、中核派（党中央、関西派）、革労協（主流派、反主流派）であった。また2014年版の公安白書で「過激派」として記載されたのは、革マル派、中核派、革労協（主流派、反主流派）、「日本赤軍・『よど号』グループ」、共産同統一委員会、JRCLであった。

### 革共同系
- 日本トロッキスト聯盟(1957-1957) - 革命的共産主義者同盟（1957-、革共同） - （マルクス主義学生同盟（マル学同））
  - 革命的共産主義者同盟全国委員会（1962-、中核派、2007- 中核派（中央派・前進派・安田派））
    - 革命的共産主義者同盟再建協議会（2007-、中核派（関西派・革共同通信派・塩川派））

  - 日本革命的共産主義者同盟革命的マルクス主義派（1962-、革マル派）
    - 日本革命的共産主義者同盟革命的マルクス主義派（探究派）（2019-、探究派）

  - 日本革命的共産主義者同盟（第四インターナショナル日本支部）（1965-2002）
    - 第四インターナショナル日本支部 (ボルシェビキ・レーニン主義派) (1967-)
    - 日本革命的共産主義者同盟 (JRCL)（1991-、かけはし）
    - 国際主義労働者全国協議会（1991-、労働者の力）
    - 第4インターナショナル日本支部再建準備グループ（MELT）

### 共産同系
- 共産主義者同盟（1958-1960、1966-1970、共産同、ブント）
  - 共産主義者同盟マルクス・レーニン主義派（1960-、ML派） - マルクス主義青年同盟（1973-）
  - 共産主義者同盟(マルクス主義戦線)（1964-68）
    - 共産主義者同盟前衛派（1968-73）- 共産主義者党（1973-）
    - 労働者共産主義委員会(怒濤派)（1968-）

  - 共産主義者同盟赤軍派（1969-、赤軍派） - （よど号グループ）
    - 連合赤軍（1971-1972、赤軍派と日本共産党（革命左派）神奈川県委員会が合流）
    - 共産主義者同盟赤軍派（プロレタリア革命派）
    - 日本赤軍（1971-2001）
      - ムーブメント連帯（2001-2014）

  - 共産主義者同盟（再建準備委員会）（1970-1974、情況派）
    - 共産主義者同盟遊撃派（1974-1979、遊撃派)
    - 「遠方から」編集委員会（1974-、)

  - 共産主義者同盟叛旗派（1971-1977、叛旗派）
  - 共産主義者同盟 (戦旗派) - 戦旗・共産主義者同盟（荒派・日向派） - ブント（1997-2001） - アクティオ・ネットワーク（2008-）
    - 共産主義者同盟戦旗派（1973-、戦旗派 / いわゆる「西田戦旗派」）

  - 共産主義者同盟蜂起派(鉄の戦線)（1970-）
  - 共産主義者同盟（全国委員会）（1970年代-、蜂火派）
    - 共産主義者同盟（統一委員会）（2004-、戦旗派と蜂火派が結成）

  - 共産主義者同盟 (赫旗派)（1981-、赫旗派） - 労働者共産党（1999-）
  - 社会主義労働者党（1984-） - マルクス主義同志会（2002-2017） - 労働の解放をめざす労働者党（2017-）

### 社青同（革労協）系
- 日本社会主義青年同盟（1960-、社青同）
  - 社青同解放派（1960年代前半-、解放派） - （革命的労働者協会、革労協）
    - 革命的労働者党建設をめざす解放派全国協議会（1981-、解放派全協、労対派、滝口派）
    - 革命的労働者協会（社会党社青同解放派）（主流派、狭間派、現代社）
      - 革命的労働者協会（解放派）（1999-、木元派、山茂派、赤砦社）

### ソ連系・構改派系
- 統一共産同盟 (1961-)
- 社会主義革新運動（1961）
  - 統一社会主義同盟（1962-）
    - 日本共産主義革命党（1970-）
    - フロント［社会主義同盟］（1987）

  - 社会主義労働者同盟 (1962)
  - 共産主義労働者党（1966-1971、共労党）
    - 共産主義労働者党赤色戦線派（1972-）
    - 共産主義労働者党全国協議会（1973-）
    - 労働者党全国委員会（1974-）
- 日本共産党（日本のこえ） （1964-）
- 民主主義的社会主義運動（2000-、MDS）

### 中国系
- 毛沢東思想研究会
- 日本共産党（左派）（日共左派）
  - 日共革命的左派 (1969-)
    - 日共革命左派九州党(1970-)
    - 日本労働党(1974-)
- 日本共産党（マルクス・レーニン主義）（日共ML派）
- 日本共産党（行動派）（日本人民戦線）
- 緑の党 (日本 1981)
- 市民の党（旧「MPD・平和と民主運動」）
- 労働者共産党

### アナキズム・ノンセクトラジカル系
- アナキスト革命連合
  - アナキスト社会革命戦線
  - 無政府共産主義者同盟
- 東アジア反日武装戦線